# Papaver leucotrichum
Papaver leucotrichum är en vallmoväxtart som beskrevs av Tolmatch.. Papaver leucotrichum ingår i släktet vallmor, och familjen vallmoväxter. Inga underarter finns listade i Catalogue of Life.